# 大武雷哈
48°51′36″N 28°34′51″E / 48.86000°N 28.58083°E
大武雷哈（烏克蘭語：Велика Вулига），是烏克蘭中部文尼察州圖利欽區的村落，屬於什皮基夫市鎮，面積4.7平方公里，海拔高度237米，2001年人口1,145，人口密度每平方公里243.62人。